# Valla-Ljots saga
Valla-Ljots saga (isl. Valla-Ljóts saga) är en av islänningasagorna. Den utspelar sig i Svarvadardalen, som är en liten trång dalbygd, gränsande till Eyjafjordsdalen, på norra Island. Handlingen utspelar sig under åren 985-1010. Den utgör en fortsättning på den äldre Svarvadardalssagan.

## Handling
Sagan handlar om samröret och bråket mellan Ljotolf godes son Valla-Ljot och Svarvadardalens hövdingaätt å ena sidan, och Gudmund den mäktige på Möðruvellir och den andra.

## Tillkomst, manuskript och översättning
Sagan är skriven under första hälften av 1200-talet och finns enbart i pappershandskrifter. Sagan trycktes först i Köpenhamn år 1830, som en del av Íslendinga sögum II. bindi.
Sagan är översatt till svenska av Åke Ohlmarks (1964).